# Battaglia di Marash
La Battaglia di Marash fu combattuta nel 953 nei pressi di Marash (odierna Kahramanmaraş) tra le truppe dell'Impero bizantino sotto il comando del Domestico delle Scholae Barda Foca il vecchio, e quelle dell'emiro di Aleppo hamdanide, Sayf al-Dawla, la minaccia più seria fronteggiata dai Bizantini a metà del X secolo. Nonostante fossero in inferiorità numerica, gli Arabi sconfissero i Bizantini mettendoli in fuga. Barda Foca riuscì a stento a salvarsi con la fuga grazie all'intervento dei suoi attendenti, venendo anche ferito gravemente al volto, mentre il suo figlio più giovane nonché governatore di Seleucia, Costantino Foca, fu catturato e detenuto in prigionia ad Aleppo fino alla morte per malattia qualche tempo dopo. Questa debacle, insieme alle ulteriori sconfitte subite nel 954 e nel 955, portò alla destituzione di Barda Foca dalla carica di Domestico delle Scholae, e alla sua sostituzione con suo figlio maggiore, Niceforo Foca (successivamente imperatore nel periodo 963–969).

## Contesto storico
Nel periodo tra il 945 e il 967, l'emiro hamdanide di Aleppo, Sayf al-Dawla, si rivelò la minaccia più seria dei Bizantini sulla loro frontiera orientale, in virtù del controllo di gran parte delle terre di frontiera bizantino-musulmane (Thughūr) e alla sua adesione al Jihād. Dopo aver fondato un grande dominio incentrato su Aleppo nel 945, il principe hamdanide cominciò a confrontarsi in battaglia con i Bizantini con incursioni pressoché annuali. Malgrado la superiorità numerica vantata dai Bizantini, l'emergere degli Hamdanidi pose un freno a una offensiva bizantina che aveva portato alla caduta di Malatya (934), Arsamosata (940) e Qaliqala (nel 949).
Il principale avversario di Sayf al-Dawla nel corso del primo decennio di conflitto continuo con i Bizantini fu il Domestico delle Scholae (comandante in capo) Barda Foca, che deteneva la carica dal 945. Foca fu scelto personalmente dall'imperatore Costantino VII, che necessitava di una persona di fiducia in quella carica di importanza fondamentale. Soldato di esperienza, Foca era sulla sessantina, e non si rivelò all'altezza del compito affidatogli: persino le fonti favorevoli alla famiglia dei Foca ammisero che Barda, pur essendo un buon generale sotto il comando di altri, non era adeguato al ruolo di comandante supremo. Sayf al-Dawla, d'altra parte, è stato tramandato dai suoi poeti di corte come l'archetipo del grande guerriero cavalleresco arabo, ma era gravemente penalizzato dalla carenza di uomini e di denaro, dalle frequenti rivolte nei suoi domini, e dal mancato appoggio del resto del mondo musulmano.

## Campagna del 953
Agli inizi del 953, Sayf al-Dawla lanciò quella che fu forse la sua campagna più memorabile. Da Aleppo marciò fino a Harran e Dülük, attraversò la catena montuosa dell'Anti-Tauro nei pressi del passo di Darb al-Qulla (odierna Erkenek) e marciò in direzione nord invadendo il territorio bizantino. Prese la fortezza di Arqa, e devastò i dintorni di Malatya. Da lì tentò di attraversare le montagne e di fare ritorno in Siria, ma trovò il passo davanti a lui bloccato dal figlio più giovane di Barda, Costantino Foca. I Musulmani tentarono di sfondare le posizioni bizantine, ma i loro attacchi furono respinti con molte perdite da ambedue le parti. Impossibilitati a tornare in Siria attraverso le montagne, Sayf al-Dawla decise di aggirare le truppe bizantine che occupavano i passi, e diresse la propria armata verso nord. Dopo aver marciato oltre Malatya, devastando ancora una volta le campagne, attraversò il fiume Eufrate entrando in Anzitene, che fu devastata dalle proprie truppe, e rientrò nel territorio in mano musulmana di Diyar Bakr. Ivi fu informato che nel frattempo i Bizantini sotto il comando di Barda Foca avevano invaso la Siria settentrionale spingendosi nei loro saccheggi fino alle porte di Antiochia. Per tutta risposta diresse il proprio esercito a sud e a ovest. Cavalcando a grande velocità, riattraversò il fiume Eufrate nei pressi di Samosata e fece ritorno a Duluk, dove fu informato che i Bizantini erano già sulla via del ritorno nei loro territori.
Secondo il racconto dei suoi panegiristi, Sayf al-Dawla avrebbe avuto a disposizione soltanto 600 cavalieri per fronteggiare il di gran lunga superiore dal punto di vista numerico esercito bizantino. Gli Arabi si scontrarono con i Bizantini a Gayhan nei pressi di Marash, e conseguirono un successo netto. Non sono noti i dettagli dello scontro, ma i Bizantini subirono perdite ingenti, tra cui quella del patrikios Leone Maleinos. Lo stesso Barda Foca fu ferito e costretto a nascondersi in un sotterraneo per sfuggire alla cattura, mentre Costantino Foca fu fatto prigioniero con altri comandanti bizantini e deportato ad Aleppo. Inoltre Sayf al-Dawla recuperò il bottino accumulato dai Bizantini e liberò i loro prigionieri musulmani. Costantino fu incarcerato ad Aleppo per qualche tempo, morendo in prigionia per via di una malattia, benché diversi autori, sia Arabi che Bizantini, avessero insinuato che fosse stato avvelenato. Si narra che per rappresaglia Barda Foca avesse ordinato l'esecuzione di molti prigionieri musulmani, tra cui alcuni parenti di Sayf al-Dawla.